# 2009 DJ143
2009 DJ143 est un objet transneptunien, en résonance 4:13 avec Neptune. 

## Caractéristiques
2009 DJ143 mesure environ 200 km de diamètre.